# 國立臺灣科技大學華夏校區
國立臺灣科技大學華夏校區，簡稱臺科大華夏校區，位於新北市中和區，該校地是由華夏科技大學以為校產捐贈的方式讓於臺灣科大，無實際系所整併。因此與華夏科技大學之間並無校史關聯性，不適用臺灣大專院校整併說明之。

## 沿革
- 2022年12月底，華夏科技大學董事會同意將校產捐贈國立臺灣科技大學，二校成立工作小組，輔導華夏科大學生原校畢業，並由臺科大接管校地並將校地重新規劃。[2]
- 2023年1月，國立臺灣科技大學校務會議決議通過，籌組「整併推動委員會」，規劃二校整併事宜。[2]
- 2023年4月，國立臺灣科技大學與華夏科技大學均通過整併計畫書，原華夏科大預定於112學年度停招，115學年度結束後停辦。[3]
- 2023年8月5日，國立臺灣科技大學華夏校區正式揭牌成立。[4]

## 規劃
國立臺灣科技大學華夏校區引進校本部的產學創新學院、臺灣建築科技中心、永續電化學能源發展中心、異質整合矽光電晶片研發中心、台灣高速3D列印研究中心、智慧製造創新中心及技職賦能研究中心以及建置「智慧電動車人才培育基地」，提供在地創新。此外，由臺灣科技大學校友開設的「台科之星創業投資公司」，購置一輛中型巴士，捐贈臺科大，讓師生享有便捷的校區間接駁。

### NVIDIA x ASUS x NTUST AI數位雙生實驗室
2024年8月7日，台灣科技大學資訊工程系與NVIDIA及華碩合作打造的「AI數位雙生實驗室」正式啟用，該實驗室將成為培養AI人才的重要基地，並促進產學合作與創新研究。實驗室位於台科大華夏校區，主要聚焦於生成式AI和數位雙生技術的應用，並將涉及自動駕駛、智慧製造、智慧城市等領域。台科大未來也計畫在該校區建立綠色能源驅動的算力農場，以深化與NVIDIA及華碩的合作，進一步推動前瞻性AI技術的發展。

### 半導體創新與應用研究中心
台灣科技大學宣布於2024年成立「先進半導體科技研究所」，並將華夏校區轉型為半導體創新與應用的重心，設立「半導體創新與應用研究中心」。該中心將專注於矽光子技術、複合半導體材料及先進封裝等領域，並結合AI應用，提供學生與研究人員實作環境，促進產學合作。透過設備共享平台與國研院台灣半導體研究中心的合作，該中心將成為推動台灣半導體產業技術創新與國際競爭力提升的重要平台之一。